# Махнемось тілами
Махнемось тілами (Le sens de la famille) — французька кінокомедія 2019 року. Режисер Жан-Патрік Бенес. Сценаристт Жан-Патрік Бенес та Мартін Дуер; продюсер Антуан Гандаубер. Світова прем'єра відбулася 17 липня 2020 року; прем'єра в Україні 23 вересня 2021-го.

## Про фільм
У цій родині усі міняються тілами — навіть бабуся. Нерозуміння між подружжям? Розбіжності із дітьми? Бажаєте бути почутим та щоби хтось побував на вашому місці? Добре думайте що побажати.

## Знімались
| Актор                 | Роль                                            |
| --------------------- | ----------------------------------------------- |
| Франк Дюбоск          | тато Алан (також - Шаша, Валентина, лама)       |
| Александра Ламі       | мама Софі (також - Валентина, Алан, Тереза)     |
| Крістіане Мілле       | бабуся Тереза (також - Лео, Шаша)               |
| Роуз Де Кервеноаель   | менша дочка Шаша (також - Софі, Софі, Алан)     |
| Матільда Реріх        | старша дочка Валентина (також - Лео, Софі, Лео) |
| Нільс Отенін Жирар    | син Лео (також - Алан, Шаша, Валентина)         |
| Артус                 | Кристоф                                         |
| Мікаель Вандер-Мейрен | Джон-Фі                                         |